# Марценюк, Роман Юрьевич
Рома́н Ю́рьевич Марценю́к (укр. Роман Юрійович Марценюк; 27 мая 1992, Грибовица — 11 марта 2022, Наливайковка) — украинский военнослужащий, солдат, участник российско-украинской войны. Герой Украины (20 апреля 2022, посмертно).

## Биография
Роман Марценюк родился 27 мая 1992 года в селе Грибовица Волынской области. Проживал в Нововолынске.
По примеру брата, заключил в январе 2021 года контракт о прохождении военной службы, вступив в должность наводчика танка 14-й отдельной механизированной бригады имени князя Романа Великого.
С началом вторжения российских войск в Украину Роман Марценюк защищал Киевщину в составе танкового экипажа, возглавляемого командиром танкового взвода мастер-сержант Александр Цюпак. 11 марта 2022 года экипаж танка Александра Цюпака участвовал в боях в селе Наливайковка Бучанского района и в направлении села Макарова. В результате шквального артиллерийского обстрела их Т-64 подбили, из экипажа удалось спастись только раненому механику-водителю, а солдат Марценюк и его боевой командир погибли.
15 марта 2022 года с почестями похоронен в родном селе.

## Награды
- Звание «Герой Украины» с удостоением ордена «Золотая Звезда» (20 апреля 2022, посмертно) — за личное мужество и героизм, проявленные в защите государственного суверенитета и территориальной целостности Украины, верность военной присяге[2].